# F. R. 데이비드

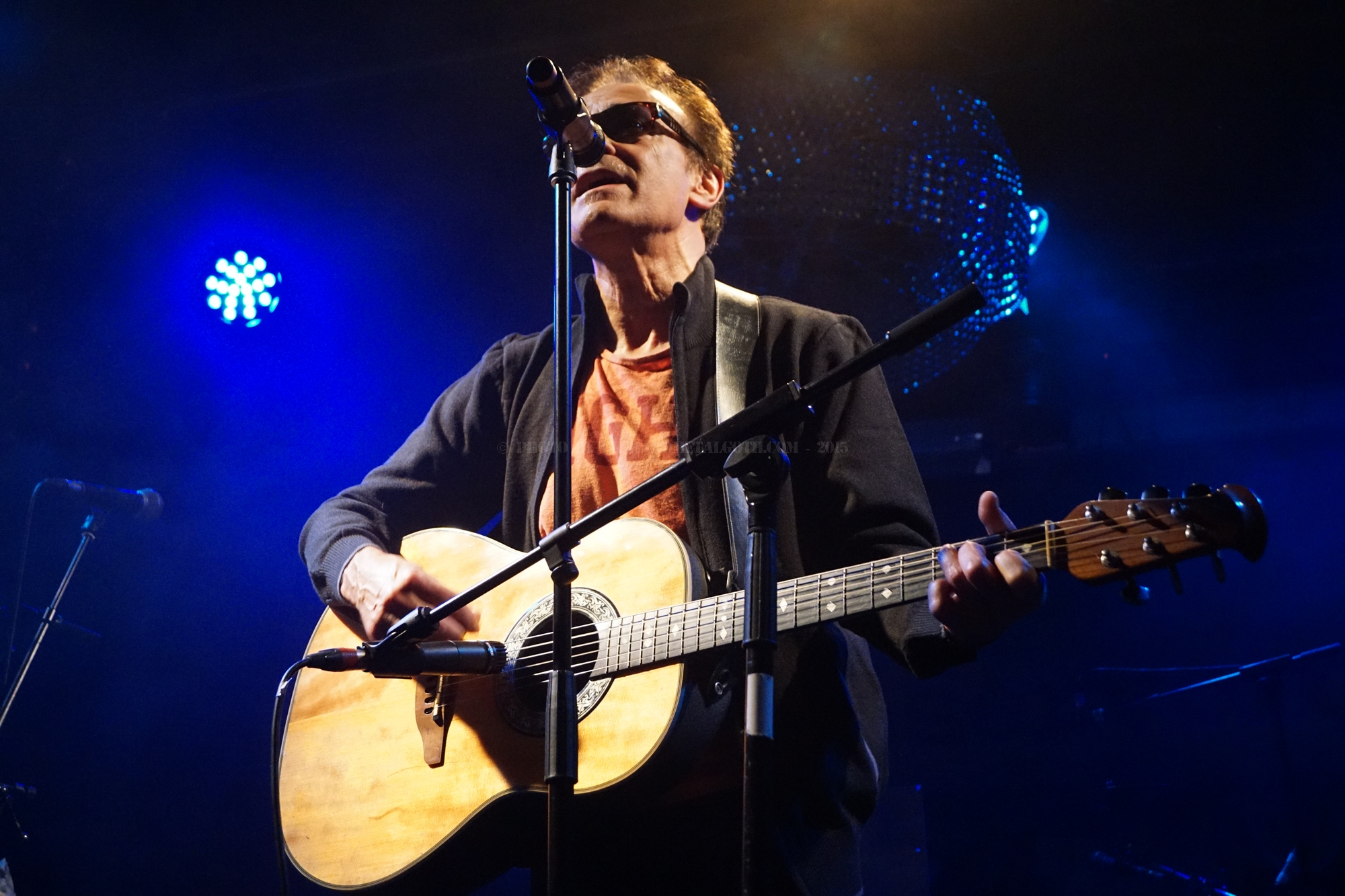
FR DAVID in Paris, France.2015

F. R. 데이비드(F. R. David, 본명: Robert Fitoussi, 1947년 1월 1일 ~ )는 튀니지계 프랑스인 싱어송라이터 겸 팝 가수이다. 이 가수는 '사랑한다는 표현을 말로 옮기기 어렵다'는 가사의 싱글 'Words'와 '음악이 나를 슬프게 한다'는 'Music'을 히트시키고 계속해서 하드 록 풍 댄스곡 'Pick Up The Phone'으로 그 상승세를 도합 몇 년간 지속했다. 그의 첫 번째 음반은 한국의 예음사에서 발매되어 당시 10만 장 이상의 LP 판매고를 올렸다.

## 소개
그리스의 반젤리스(Vangelis)가 조직했던 그룹 오디세이(Odyssey)에 발탁되어 라이브에서 베이스를 연주했던 그는 템페스트(Tempest)라는 반젤리스 서포트 팀을 만들어 같이 공연을 다녔으며 반젤리스의 솔로 앨범인 'Earth'에서 보컬과 베이스로 참여하게 되었다. 그는 계속 솔로 음반을 발표했으며 프랑스의 하드 록 그룹 바리에이션(Les Variations)에 몸담고 'Cafe De Paris' 음반을 발표했다. 하지만 보컬을 맡았던 그 팀에서 나오게 되었고 미국에서 두비 브라더스(The Dooby Brothers), 오 제이(The O'Jays), 토토(Toto) 등의 음반에 참여하며 미국 진출의 호기를 기다렸다.
그는 싱글 'Words'가 유럽 전역에서 히트하는 것을 보고 프랑스로 돌아가 터를 잡았다. 1981년 프랑스에서 1위를 차지한 이 곡은 1982년 말 유럽 전역에서 정상을 밟았으며 영국 BBC의 TOTP에 나간 이후 영국에서도 1983년 2위까지 오르는 기록을 세웠다. 이 곡이 든 앨범은 전세계에서 총 1200만 장 이상의 판매고를 올렸으며 검은 선글라스와 하얀 스트라토캐스터 펜더 기타는 그의 트레이드마크가 되었다. 또한 미디엄 템포와 그룹 예스(Yes)의 존 앤더슨(Jon Anderson)을 연상시키는 미성의 목소리는 1980년대 중반 유럽 전역에서 인기를 얻는 그룹 모던 토킹(Modern Talking)에게 지대한 영향을 미쳤다. 실제로 이들의 첫 번째 곡은 F.R. 데이비드의 'Pick Up The Phone'을 독일어로 리메이크한 곡이었다.
대성공을 거둔 첫 앨범에 이어 1984년 싱글로 발표한 'I Need You'도 유럽 전역에서 메가 히트를 기록했고 국내에서 'Girl(You Are My Song)'이 많은 인기를 끌었던 두 번째 앨범 'Long Distance Flight'도 많은 사랑을 받았다. 이 앨범에는 'This Time I Have To Win'이라는 뛰어난 곡이 수록되어 있다. 이에 힘입어 그는 CBS와 계약을 맺었으며 'Reflections'라는 음반을 발매했다. 여기에서도 'Don't Go'와 'Sun', 'Sahara Night'이 계속 인기를 얻었다.
하지만 그도 곧 대중음악계에서 퇴각했다. 자신의 노래가 사람들의 뇌리에서 잊혀진 후 여러 음악인들을 발굴했으나 별 인기를 얻지 못했다. 그러나 그의 후일담은 계속되었다. 1996년에는 'I'm Not In Love'라는 싱글을 발표했으며 아직까지도 스테디셀러를 기록하고 있는 'Words'의 인기에 힘입어 1999년에는 과거의 곡들을 새롭게 리믹스한 'Words - '99 Version'을 음악계 컴백작으로 발표했다.
2003년 12월, 그는 한국 팬들의 지속적인 성원에 응하여 서울 올림픽홀과 울산 현대예술관에서 성황리에 내한공연을 가졌으며, 2007년 새 음반 'The Wheel'을 내놓고 2009년 'Numbers'를 출시하였는데 특히 'Taxi'라는 곡이 특히 러시아에서 인기를 얻었다. 그리고 최근작으로는 mp3와 유튜브로 먼저 출시한 2013년작인 'Midnight Drive'가 있다.
내한 인터뷰 여담으로 음악가가 안 되었으면 가톨릭 신부가 되었을 것이라고 대답한 적이 있다. 2013년에도 조인트 콘서트 차 내한하려다가 프로모터 사정으로 불발된 이력이 있다.

## 경력
- 1975 - 그룹 'Les Variations' <Cafe De Paris> 리드 보컬리스트

## 음반
- Words (1982)
- Long Distance Flight (1984)
- Reflections (1987)
- Voices Of The Blue Planet (1998)
- Words - '99 Version (1999)
- The Wheel (2007)
- Numbers (2009)
- Midnight Drive (2013)